# Сибамура, Наоя
Нао́я Сибаму́ра (яп. 柴村 直弥 Сибамура Наоя, 11 сентября 1982, Хиросима) — японский футболист, защитник.

## Биография
Свою футбольную карьеру Наоя Сибамура начал в 2005 году в сингапурском клубе «Альбирекс Ниигата» — фарм-клубе одноимённого японского клуба. В 2007 году он перешёл в японский клуб «Ависпа Фукуока», выступающий во Втором дивизионе Джей-лиги.
В 2008 году Наоя Сибамура играл в рядах клуба «Токусима Вортис», но в 2009 году он перешёл в клуб «Гайнарэ Тоттори», который играл в Японской футбольной лиге — третьем по силе дивизионе Японии. Сезон 2010 года Наоя Сибамура начал всё в том же «Гайнарэ Тоттори», но позже был отдан в аренду до конца сезона клубу «Фудзиэда», которая играла в Первом дивизионе Токайской региональной лиге Японии.
В начале 2011 года Наоя Сибамура побывал на просмотре в латвийском клубе «Вентспилс», в котором смог себя хорошо зарекомендовать, и 4 марта подписал контракт с клубом сроком на один год.
В начале 2012 года Наоя Сибамура отправился на просмотр в узбекский клуб «Пахтакор» из города Ташкент, где за место в составе соперничал с корейским футболистом, и в итоге подписал контракт с клубом.

## Достижения
- Чемпион Латвии: 2011.
- Обладатель Кубка Латвии: 2011.
- Финалист Балтийской лиги: 2011.